# 洛克尼斯泰
51°31′35″N 31°42′52″E / 51.52639°N 31.71444°E
洛克尼斯泰（烏克蘭語：Локнисте），是烏克蘭北部切爾尼希夫州切爾尼希夫區贝雷兹纳市镇的村庄。面積3.24平方公里，海拔高度117米，2001年人口1,239，人口密度每平方公里382.4人。